# Мдивани, Александр Кириллович
Александр Кириллович Мдивани (груз. ალექსანდრე კირილეს ძე მდივანი, 1892, село Дзегви — 3 апреля 1938 года) — русский и грузинский военнослужащий, капитан Русской армии и армии Демократической Республики Грузия. Грузинский политик, член Национального совета Грузии.

## Биография
Из мещан.
Был членом Тифлисского городского совета и членом Национального совета Грузии.
26 мая 1918 года подписал Декларацию независимости Грузии.
После советизации Грузии (1921) занимал должность начальника боевой подготовки штаба противовоздушной обороны Орджоникидзевского района Тбилиси. Арестован и расстрелян за шпионаж в пользу Германии и активное сотрудничество с антисоветскими контрреволюционными организациями.